# Oenanthe boissieui
Oenanthe boissieui är en flockblommig växtart som beskrevs av Augustin Abel Hector Léveillé. Oenanthe boissieui ingår i släktet stäkror, och familjen flockblommiga växter. Inga underarter finns listade i Catalogue of Life.